# Carletonville
Carletonville è un centro abitato del Sudafrica, situato nella provincia del Gauteng.